# Martyn Naylor
Martyn Naylor (Walsall, 2 agosto 1977) è un ex calciatore inglese, di ruolo difensore.

## Biografia
Suo fratello minore Lee è a sua volta stato un calciatore professionista.

## Caratteristiche tecniche
Era un terzino sinistro.

## Carriera

### Giocatore
Nella stagione 1995-1996 fa parte della rosa della prima squadra dell'Hereford Utd, club della prima divisione inglese, con cui di fatto non scende però mai in campo in incontri ufficiali; l'anno seguente gioca in Conference League (quinta divisione e più alto livello calcistico inglese al di fuori della Football League) con il Telford Utd; a fine stagione torna in quarta divisione, allo Shrewsbury Town: qui, nella stagione 1997-1998, gioca 2 partite in campionato (le sue prime, ed a posteriori anche uniche, nei campionati della Football League), la seconda delle quali conclusa con un'espulsione, ed una partita in Coppa di Lega, per poi trascorrere la stagione 1998-1999 in prestito al Telford United, nuovamente in quinta divisione. Nel gennaio del 1999 i bianconeri lo prelevano a titolo definitivo dagli Shrews, e con loro Naylor nella stagione 1999-2000 segna poi un gol in 20 presenze nel campionato di quinta divisione. Nell'estate del 2000 viene quindi ceduto al Greenock Morton, club con cui nella stagione 2000-2001 gioca 8 partite nella terza divisione scozzese.
Nella stagione 2001-2022 gioca nella Midland Division della Southern Football League (settima divisione inglese) con i semiprofessionisti del Bilston Town, per poi accasarsi in Galles in prima divisione ai The New Saints: qui rimane per sei stagioni consecutive, fino al 2008, collezionando in totale 118 presenze e 13 reti in incontri di campionato e vincendo tre campionati consecutivi (dal 2004 al 2007), una Coppa del Galles (nella stagione 2004-2005), una Coppa di Lega gallese (nella stagione 2005-2006) ed una FAW Premier Cup (nella stagione 2006-2007). Grazie a tali successi prende inoltre anche parte a più edizioni delle varie competizioni UEFA per club: in particolare, sia nella stagione 2002-2003 che nella stagione 2003-2004 gioca 2 partite nei turni preliminari di Coppa UEFA, mentre nelle stagioni 2005-2006 e 2007-2008 gioca 2 partite ad annata nei turni preliminari di UEFA Champions League, nei quali segna anche una rete nell'edizione 2007-2008 del massimo torneo continentale per club. Terminati i sei anni in Galles fa ritorno per una nuova stagione nella quinta divisione inglese al Telford United, salvo poi nell'estate del 2009 far ritorno in Galles, questa volta al Rhyl campione nazionale in carica, con cui nella stagione 2009-2010 gioca 2 partite nei turni preliminari di Champions League e 21 partite nella prima divisione gallese; nella stagione 2010-2011 fa l'ennesimo ritorno al Telford United, sempre in quinta divisione, salvo poi nel gennaio del 2011 scendere di una categoria per giocare negli Stafford Rangers, con cui gioca in Conference League North (campionato chiuso peraltro con una retrocessione in Northern Premier League). Nella stagione 2011-2012 gioca ancora in Conference League North, questa volta con il Worcester City, per poi nell'estate del 2012 accasarsi al Rushall Olympic, club di Northern Premier League (settima divisione); dopo pochi mesi, e precisamente nell'ottobre del 2012, cambia un'ultima volta maglia, passando al Leamington: rimane ai Brakes per complessive sei stagioni e mezzo (divise equamente tra sesta e settima divisione, con due promozioni ed una retrocessione tra queste due categorie), fino al ritiro, avvenuto al termine della stagione 2018-2019 all'età di 42 anni.

### Allenatore
Dal 2019 al 2021 è rimasto al Leamington con il ruolo di vice allenatore.

## Palmarès

### Giocatore

#### Competizioni nazionali
- Campionato gallese: 3

The New Saints: 2004-2005, 2005-2006, 2006-2007
- Coppa del Galles: 1

The New Saints: 2004-2005
- Coppa di Lega gallese: 1

The New Saints: 2005-2006
- FAW Premier Cup: 1

The New Saints: 2006-2007
- Football Conference League Cup: 1

Telford United: 2008-2009
- Southern Football League: 1

Leamington: 2012-2013

#### Competizioni regionali
- Shropshire Senior Cup: 1

Telford United: 2008-2009
- Birmingham Senior Cup: 2

Leamington: 2016-2017, 2018-2019